# Trasporti in Umbria

Posizione della regione

L'Umbria possiede vari infrastrutture di trasporto, sia per i collegamenti a livello nazionale che locale.

## Strade
Nel territorio regionale vi sono:
- 64 km di autostrade;
- 582 km di strade statali;
- 870,6 km di strade regionali;
- 2768 km di strade provinciali;
- 2261 km di strade comunali extraurbane.

L'Umbria è lambita dall'Autostrada A1 nella sua parte sud-occidentale, ed è attraversata per quasi tutta la sua lunghezza dalla SS 3 bis, anche nota come E45 poiché il tratto umbro appartiene a tale strada europea, è inoltre lambita nella sua estremità settentrionale dalla Strada Europea E78.
Dall'A1 a nord, a Val di Chiana, si dirama il raccordo autostradale 6 che la collega con Perugia e che prosegue fino a Foligno come SS75, mentre a sud, a Terni, si dirama la SS675 che la collega con il casello autostradale di Orte e pure fa parte in quel tratto dell'E45. Altra importante arteria in fase di ammodernamento, che attraversa l'Umbria da sud a nord, è la Flaminia, in alcuni tratti già con caratteristiche autostradali, come tra Spoleto e Foligno.
Esiste pure un sistema stradale complesso in fase di completamento denominato Quadrilatero Marche-Umbria, che comprende in regione tre assi principali con caratteristiche autostradali: Foligno-Civitanova, la SS 75 Centrale Umbra, la Perugia-Ancona.
In fase di progettazione è la conversione della E45/E55 in autostrada Orte-Mestre. In costruzione invece è la Variante Terni-Rieti.
Le strade statali nella regione sono:
- Strada statale 3 Via Flaminia
- Strada statale 3 bis Tiberina
- Strada statale 73 bis di Bocca Trabaria
- Strada statale 75 Centrale Umbra
- Strada statale 76 della Val d'Esino
- Strada statale 77 della Val di Chienti
- Strada statale 79 Ternana
- Strada statale 205 Amerina
- Strada statale 219 di Gubbio e Pian d'Assino
- Strada statale 318 di Valfabbrica
- Strada statale 448 di Baschi
- Strada statale 675 Umbro-Laziale
- Strada statale 685 delle Tre Valli Umbre
- Raccordo autostradale 6

Le strade regionali (ex statali) sono:
- SR 3 ter di Narni e Sangemini
- SR 71 ter Umbro Casentinese Romagnola
- SR 74 ter Maremmana
- SR 79 bis Orvietana
- SR 147 di Assisi
- SR 147 dir di Assisi
- SR 204 Ortana
- SR 205 Amerina
- SR 209 Valnerina
- SR 220 Pievaiola
- SR 221 di Monterchi
- SR 257 Apecchiese
- SR 298 - Eugubina
- SR 313 di Passo Corese
- SR 316 dei Monti Martani
- SR 317 Marscianese
- SR 319 Sellanese
- SR 320 di Cascia
- SR 320 dir di Cascia
- SR 360 Arceviese
- SR 361 Septempedana
- SR 395 del Passo del Cerro
- SR 396 di Norcia
- SR 397 di Monte Molino
- SR 416 del Niccone
- SR 418 Spoletina
- SR 444 del Subasio
- SR 448 di Baschi
- SR 452 della Contessa
- SR 454 di Pozzuolo
- SR 471 di Leonessa
- SR 599 del Trasimeno inferiore

### Trasporto pubblico su gomma
Il 1º dicembre 2010 la nuova azienda unica Umbria Mobilità ha incorporato e sostituito le precedenti aziende pubbliche della regione, ovvero l'APM di Perugia, la Spoletina di Spoleto e Foligno, e l'ATC di Terni, e da quella data gestisce interamente il trasporto pubblico su gomma dell'Umbria.
Nella regione sono attive anche aziende private come la Troiani Bus, la Porzibus, l'ACAP, la Cavs, la Sulga e varie altre, che gestiscono autolinee a medio raggio. Inoltre vi sono autolinee della COTRAL di Roma, che raggiungono alcune città dell'Umbria meridionale come Cascia, Orvieto e Terni. Altre linee interregionali, che collegano principalmente la Toscana alle Marche e all'Abruzzo, attraversano l'Umbria e prevedono fermate principalmente a Foligno, Terni e Perugia.

## Ferrovie

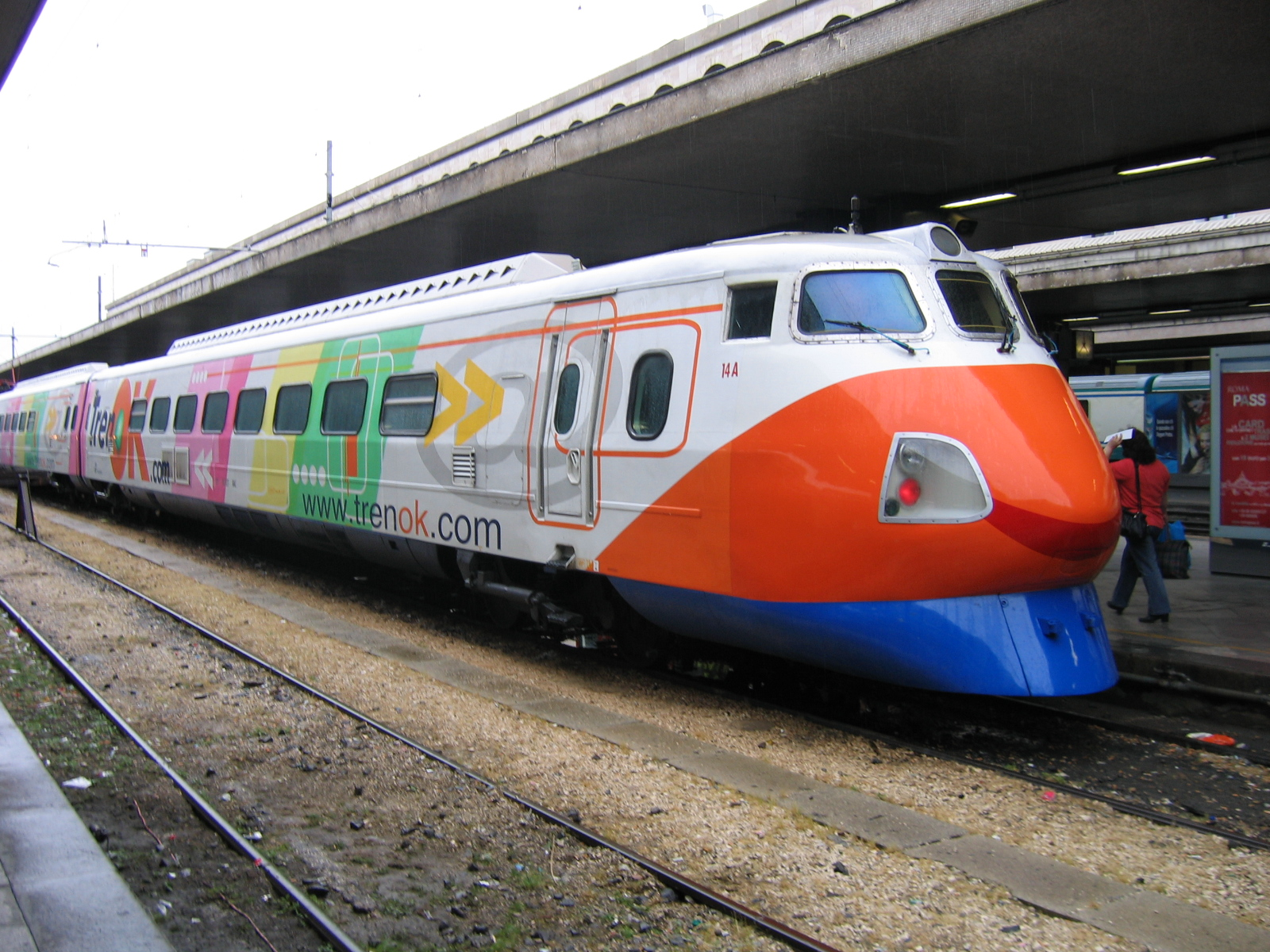
Un Eurostar Italia in partenza per Terni da Roma Termini

L'Umbria è attraversata da linee FS-RFI:
- la Ferrovia direttissima Firenze-Roma;
- la Ferrovia Firenze-Roma;
- la Ferrovia Foligno-Terontola;
- la Ferrovia Roma-Ancona;
- la Ferrovia Terni-Sulmona;

su cui circolano treni:
- regionali;
- regionali veloci;
- espressi;
- Intercity e Intercity Plus;
- Frecciabianca;
- Frecciarossa (solo a Perugia);
- TAF (solo a Terni);

e da una linea appartenente a Rete Ferroviaria Italiana (ex Ferrovia Centrale Umbra), la Terni-Sansepolcro, su cui circolano solo regionali. La precedente Ferrovia Centrale Umbra, che gestiva il trasporto ferroviario regionale, il 1º dicembre 2010 è confluita in Umbria Mobilità. A settembre 2018 è stata interamente trasferita è concessa alle Ferrovie dello Stato Italiane.
Le principali stazioni ferroviarie per afflusso di viaggiatori e grandezza sono:
- Stazione di Foligno
- Stazione di Terni
- Stazione di Perugia

## Aeroporti
In Umbria sono presenti tre strutture aeroportuali con codici ICAO, due aeroporti (entrambi nella Valle Umbra) e un'aviosuperficie:
- l'Aeroporto di Perugia, dedicato al trasporto di passeggeri con collegamenti nazionali e internazionali;
- l'Aeroporto di Foligno, dedicato alla Protezione Civile, al trasporto di merci (con l'entrata in funzione della nuova piastra logistica umbra) e ad aerotaxi.
- l'Aviosuperficie di Terni, dedicata all'aviazione generale e attività sportive come il paracadutismo.

## Trasporti urbani

### Trasporto pubblico a Foligno e Spoleto
Il trasporto pubblico locale nelle città di Foligno e Spoleto (e dei comuni limitrofi) era gestito dalla Spoletina. Il 1º dicembre 2010 l'azienda è stata inglobata nella nuova azienda unica di trasporto regionale Umbria Mobilità.

### Trasporto pubblico a Perugia
A Perugia tutte le corse autobus urbani ed extraurbani erano gestite dall'APM. Il 1º dicembre 2010 l'azienda è stata inglobata nella nuova azienda unica di trasporto regionale Umbria Mobilità.
Il Minimetrò, attivo dal 2008, è un people mover utilizzato e integrato ai trasporti pubblici cittadini di Perugia. La città conta anche su impianti di trasporto fissi, come scale mobili ed ascensori, per raggiungere la parte alta della città.
Una diramazione della Ferrovia Centrale Umbra collega Ponte San Giovanni con il centro storico del capoluogo (Stazione di Perugia Sant'Anna).

### Trasporto pubblico a Terni
A Terni l'ATC gestiva tutte le corse di autobus urbani ed extraurbani di città e provincia. Il 1º dicembre 2010 l'azienda è stata inglobata nella nuova azienda unica di trasporto regionale Umbria Mobilità; la nuova azienda ha ereditato la gestione dell'Aviosuperficie Alvaro Leonardi, dove è previsto in futuro un servizio di aerotaxi.
Il vettore ferroviario RFI ed FCU è utilizzato per raggiungere alcune frazioni (Stroncone, Marmore, Cesi) grazie ad alcune fermate.
Sulla Ferrovia Centrale Umbra si sta inoltre convertendo la tratta urbana nel Servizio ferroviario suburbano di Terni, in modo da collegare la stazione di Terni fino ai quartieri di Terni Nord e alla frazione Cesi.